# La Chasse au cerf
La Chasse au cerf est une peinture à l'huile sur toile du peintre flamand Paul Bril. L'œuvre a probablement été réalisée dans les années 1590 et est conservée au Musée du Louvre à Paris. Le tableau faisait autrefois partie de la collection de Louis XIV,,.

## Peinture
Paul Bril a achevé ce tableau lors de son séjour à Rome, où il s'est installé à la fin des années 1570 ou au début des années 1580,,. À Rome, Bril est devenu le paysagiste le plus influent de son temps,.
Bril a peint des paysages imaginaires typiques de la tradition flamande, à l'instar de peintres tels que Joachim Patinir, Henri Bles et Pieter Bruegel l'Ancien. Les premiers travaux de Hans Bol ont également été une source d'inspiration pour Bril.
Bril et les paysagistes flamands ne peignaient ni ne dessinaient des études en plein air. Cette peinture est également un produit d'atelier issu de l'imagination de l'artiste. 

## Description
Dans le tableau, six chasseurs chassent un cerf dans un marais, éclairé par des rayons de soleil perceptibles. Deux chasseurs montent à cheval, l'un est au premier plan, l'autre est visible dans une clairière parmi les arbres fermant le tableau à gauche, en arrière-plan. En bas à droite, quelques lapins s'enfuient ou se réfugient sous la berge enracinée. Du cheval du cavalier sautant en avant au premier plan, le tableau recule, dans une vue oblique et ondulée, vers le paysage bocager visible par une ouverture. La force des couleurs et leur savante articulation dans le paysage ainsi que la qualité de l'animation animalière, bien supérieure à celle de La Chasse au daim anciennement attribuée au même Bril (également au Louvre), confirment l'attribution de La Chasse au cerf à Paul Bril. L'œuvre est à rapprocher d'une toile similaire du peintre, Chasseurs dans un paysage, réalisée à la même époque et conservée au musée des Offices de Florence. 
Le tableau faisait partie de la collection du roi Louis XIV, qui l'a acquis du marchand d'art Alvarez en 1682. 

## Liens
- Ressources relatives aux beaux-arts :   - Joconde
  - Musée du Louvre (collections)
  - RKDimages